# Монстр (фильм, 2023)
«Монстр» (яп. 怪物 Кайбуцу) — японский фильм режиссёра Хирокадзу Корээды, снятый по сценарию Юдзи Сакамото. Главные роли исполнили Соя Курокава, Хината Хиираги, Сакура Андо и Эйта Нагаяма. Это второй фильм Корээды, снятый не по собственному сценарию, со времен «Света иллюзий» (1995). Он стал последней работой в кино для композитора Рюити Сакамото, который умер за два месяца до выхода фильма. «Монстр» посвящён его памяти.
Премьера состоялась 17 мая 2023 года на 76-м Каннском кинофестивале, где фильм получил приз за лучший сценарий и квир-пальмовую ветвь за освещение ЛГБТ-темы в кино. Вышел в прокат в Японии 2 июня 2023 года. Фильм получил широкое признание критиков за сценарий, режиссуру, актёрскую игру, монтаж и музыкальное сопровождение.

## Сюжет
Молодая вдова Саори воспитывает сына Минато в одиночку. Мальчик учится в средних классах и почти ничего не рассказывает о школе, но его странное поведение настораживает женщину. А когда Минато приходит с повреждённым ухом, мать идёт разбираться в школу — всё указывает на то, что мальчика третирует учитель, Хори-сенсей, но школьное руководство не торопится ничего предпринимать. Саори проявляет настойчивость и, вместе с руководством школы, вынуждает Хори-сенсея признать свою вину на школьном собрании педагогов и родителей. 
Далее сюжет разворачивается через повтор тех же событий, но уже от лица Хори-сенсея и Минато. Вскоре становится понятно, что Минато замыкается в себе и клевещет на Хори-сенсея, поскольку впервые сталкивается с романтическими чувствами по отношению к однокласснику-гею Ёри, страдающему от травли одноклассников и издевательств отца, который знает об ориентации своего сына-подростка. Минато болезненно переживает пробудившееся в нём влечение к другому мальчику, но и не может противиться первой влюблённости.
В финале оба мальчика убегают на заброшенную железную дорогу и укрываются в старом вагоне, который несколько дней назад оборудовали как своё тайное убежище. В это время на город обрушивается тайфун и вагон накрывает оползень.

## В ролях
- Соя Курокава — Минато Мугино, сын Саори
- Хината Хиираги — Ёри Хосикава, одноклассник Минато
- Сакура Андо — Саори Мугино, мать Минато
- Эйта Нагаяма — Мичитоши Хори, классный руководитель Минато и Ёри
- Юко Танака — Макико Фусими, директор школы
- Сидо Накамура — Киётака Хосикава, отец Ёри
- Мицуки Такахата — Хирона Судзумура, девушка Хори
- Акихиро Какута — Фумиаки Сёда, заместитель директора школы

## Премьера
Премьерный показ картины состоялся в мае 2023 года на Каннском кинофестивале. Картина участвовала в основной программе.

## Прием
На сайте-агрегаторе Rotten Tomatoes рейтинг фильма составляет 97 % на основе 159 отзывов со средней оценкой 8,1/10. Консенсус веб-сайта гласит: «Мягко разрушительный в своём сострадании, „Монстр“ — шедевр меняющихся перспектив, который удивляет до конца». Metacritic присвоил фильму 79 баллов из 100 на основе 40 рецензий критиков, что указывает на «в целом благоприятные» отзывы.
После Каннской премьеры, Питер Брэдшоу из The Guardian наградил его 4 звёздами из 5, назвав «фильмом, созданным с большим моральным умом и человечностью».

## Награды и номинации
| Награда                                  | Дата церемонии        | Категория                              | Номинант(ы)                                                                                              | Результат |
| ---------------------------------------- | --------------------- | -------------------------------------- | --- | --------- |
| Каннский кинофестиваль                   | 27 мая 2023 года      | Золотая пальмовая ветвь                | Хирокадзу Корээда                                                                                        | Номинация |
| Каннский кинофестиваль                   | 27 мая 2023 года      | Квир-пальмовая ветвь                   | Хирокадзу Корээда                                                                                        | Победа    |
| Каннский кинофестиваль                   | 27 мая 2023 года      | Лучший сценарий                        | Юдзи Сакомото                                                                                            | Победа    |
| Международный кинофестиваль в Сиднее     | 18 июня 2023 года     | Лучший фильм                           | «Монстр»                                                                                                 | Номинация |
| Мюнхенский кинофестиваль                 | 1 июля 2023 года      | Приз ARRI/OSRAM за лучший фильм        | Хирокадзу Корээда                                                                                        | Номинация |
| Кинофестиваль в Сан-Себастьяне           | 30 сентября 2023 года | Премия Себастьяна                      | Хирокадзу Корээда                                                                                        | Номинация |
| Международный кинофестиваль в Чикаго     | 22 октября 2023 года  | Золотой Кью-Хьюго                      | «Монстр»                                                                                                 | Победа    |
| Азиатско-Тихоокеанская кинопремия        | 3 ноября 2023 года    | Лучший молодёжный фильм                | «Монстр»                                                                                                 | Номинация |
| Международный кинофестиваль в Стокгольме | 17 ноября 2023 года   | Приз ФИПРЕССИ                          | «Монстр»                                                                                                 | Победа    |
| Премия британского независимого кино     | 3 декабря 2023 года   | Лучший международный независимый фильм | Хирокадзу Корээда, Юдзи Сакамото, Гэнки Кавамура, Кэндзи Ямада, Мэгуми Бансе, Тайти Ито и Хидзири Тагути | Номинация |
| Ассоциация киножурналистов Индианы       | 17 декабря 2023 года  | Лучший фильм на иностранном языке      | «Монстр»                                                                                                 | Номинация |
| Общество кинокритиков Сан-Диего          | 19 декабря 2023 года  | Лучшая картина на иностранном языке    | «Монстр»                                                                                                 | Номинация |
| Nikkan Sports Film Awards                | 27 декабря 2023 года  | Лучший фильм                           | «Монстр»                                                                                                 | Номинация |
| Nikkan Sports Film Awards                | 27 декабря 2023 года  | Лучший режиссёр                        | Хирокадзу Корээда                                                                                        | Номинация |
| Nikkan Sports Film Awards                | 27 декабря 2023 года  | Лучшая женская роль                    | Сакура Андо                                                                                              | Номинация |
| Nikkan Sports Film Awards                | 27 декабря 2023 года  | Лучший актёр-новичок                   | Хината Хиираги                                                                                           | Номинация |
| Общество кинокритиков Сиэтла             | 8 января 2024 года    | Лучший международный фильм             | «Монстр»                                                                                                 | Номинация |
| Общество кинокритиков Сиэтла             | 8 января 2024 года    | Лучшая игра юного актера               | Соя Курокава                                                                                             | Номинация |
| Голубая лента                            | 8 февраля 2024 года   | Лучший фильм                           | «Монстр»                                                                                                 | Номинация |
| Голубая лента                            | 8 февраля 2024 года   | Лучший режиссёр                        | Хирокадзу Корээда                                                                                        | Номинация |
| Голубая лента                            | 8 февраля 2024 года   | Лучшая роль второго плана              | Юко Танака                                                                                               | Номинация |
| Голубая лента                            | 8 февраля 2024 года   | Лучший актёр-новичок                   | Соя Курокава                                                                                             | Победа    |
| Голубая лента                            | 8 февраля 2024 года   | Лучший актёр-новичок                   | Хината Хиираги                                                                                           | Номинация |
| Кинопремия «Майнити»                     | 14 февраля 2024 года  | Лучший фильм                           | «Монстр»                                                                                                 | Номинация |
| Кинопремия «Майнити»                     | 14 февраля 2024 года  | Лучший режиссёр                        | Хирокадзу Корээда                                                                                        | Номинация |
| Кинопремия «Майнити»                     | 14 февраля 2024 года  | Лучший сценарий                        | Юдзи Сакомото                                                                                            | Номинация |
| Кинопремия «Майнити»                     | 14 февраля 2024 года  | Лучшая роль второго плана              | Юко Танака                                                                                               | Номинация |
| Кинопремия «Майнити»                     | 14 февраля 2024 года  | Лучший актёр-новичок                   | Соя Курокава                                                                                             | Номинация |
| Кинопремия «Майнити»                     | 14 февраля 2024 года  | Лучший актёр-новичок                   | Хината Хиираги                                                                                           | Номинация |
| Кинопремия «Майнити»                     | 14 февраля 2024 года  | Лучшая операторская работа             | Рюто Кондо                                                                                               | Номинация |
| Кинопремия «Майнити»                     | 14 февраля 2024 года  | Лучшая художественная режиссура        | Кейко Мицумацу                                                                                           | Номинация |
| Кинопремия «Майнити»                     | 14 февраля 2024 года  | Лучшая музыка                          | Рюити Сакомото                                                                                           | Номинация |
| Кинопремия «Майнити»                     | 14 февраля 2024 года  | Лучшая звукозапись                     | Кадзухико Томита                                                                                         | Номинация |
| Премия Японской киноакадемии             | 8 марта 2024 года     | Лучший фильм                           | «Монстр»                                                                                                 | Номинация |
| Премия Японской киноакадемии             | 8 марта 2024 года     | Лучший режиссёр                        | Хирокадзу Корээда                                                                                        | Номинация |
| Премия Японской киноакадемии             | 8 марта 2024 года     | Лучший монтаж фильма                   | Хирокадзу Корээда                                                                                        | Номинация |
| Премия Японской киноакадемии             | 8 марта 2024 года     | Лучшая женская роль                    | Сакура Андо                                                                                              | Победа    |
| Премия Японской киноакадемии             | 8 марта 2024 года     | Лучшая музыка                          | Рюити Сакомото                                                                                           | Номинация |
| Премия Японской киноакадемии             | 8 марта 2024 года     | Лучшая операторская работа             | Рюто Кондо                                                                                               | Номинация |
| Премия Японской киноакадемии             | 8 марта 2024 года     | Лучшая режиссура освещения             | Эйдзи Осита                                                                                              | Номинация |
| Премия Японской киноакадемии             | 8 марта 2024 года     | Лучшая художественная режиссура        | Кейко Мицумацу и Хён Сон-со                                                                              | Номинация |
| Премия Японской киноакадемии             | 8 марта 2024 года     | Лучшая звукозапись                     | Кадзухико Томита                                                                                         | Номинация |
| Премия Японской киноакадемии             | 8 марта 2024 года     | Лучший актёр-новичок                   | Соя Курокава                                                                                             | Победа    |
| Премия Японской киноакадемии             | 8 марта 2024 года     | Лучший актёр-новичок                   | Хината Хиираги                                                                                           | Победа    |
| Азиатская кинопремия                     | 10 марта 2024 года    | Лучший режиссёр                        | Хирокадзу Корээда                                                                                        | Победа    |
| Азиатская кинопремия                     | 10 марта 2024 года    | Лучший сценарий                        | Юдзи Сакомото                                                                                            | Номинация |
| Азиатская кинопремия                     | 10 марта 2024 года    | Лучший дизайн-постановщик              | Кейко Мицумацу                                                                                           | Номинация |